# Gichigich
Gichigich – rodzaj kontaktu seksualnego uprawiany na wyspie Yap (Mikronezja) Oceanu Spokojnego.  Polega na pobudzaniu warg sromowych kobiety przez prącie mężczyzny  aż do jej kilkakrotnego orgazmu.